# Lịch Gregorius đón trước
Lịch Gregorius đón trước được tạo ra bằng cách mở rộng lịch Gregorius tới những ngày trước khi có sự sử dụng chính thức của lịch này vào năm 1582.
Bede và các nhà lịch sử sau này không sử dụng cách viết số 0 trong tiếng Latinh, nulla, như là năm, vì thế năm trước năm 1 là năm 1 TCN. Trong hệ thống này năm 1 TCN là năm nhuận (tương tự như trong lịch Julius đón trước).
Về mặt tiếng Việt, nó là thuận tiện hơn để chuyển sang năm 0 và thể hiện các năm sớm hơn như là các năm âm. Sự chuyển đổi này được sử dụng trong hệ thống đánh số năm thiên văn và trong tiêu chuẩn quốc tế ISO 8601 về hệ thống ngày tháng năm. Trong các hệ thống này, năm 0 là năm nhuận.
Cũng lưu ý rằng lịch Julius thực sự trên thực tế chỉ được sử dụng từ năm 4, cho đến năm 1582 hoặc muộn hơn (xem thêm Từ Julius sang Gregorius trong bài về Lịch Julius), vì thế các nhà sử học và thiên văn học thích sử dụng lịch Julius thực sự trong giai đoạn đó. Tương tự, lịch Julius đón trước được sử dụng cho những ngày cụ thể trước năm 4, là năm nhuận cứ bốn năm một lần đầu tiên của lịch này (các năm nhuận giữa năm 45 TCN và năm 4 là không theo quy luật, xem thêm Sai số năm nhuận trong lịch Julius). Nhưng khi các ngày theo mùa là quan trọng thì lịch Gregorius đón trước đôi khi cũng được sử dụng, đặc biệt khi thảo luận về các nền văn hóa không sử dụng lịch Julius.